# 蘇霍多雷 (利維夫州)
50°0′11″N 25°6′49″E / 50.00306°N 25.11361°E

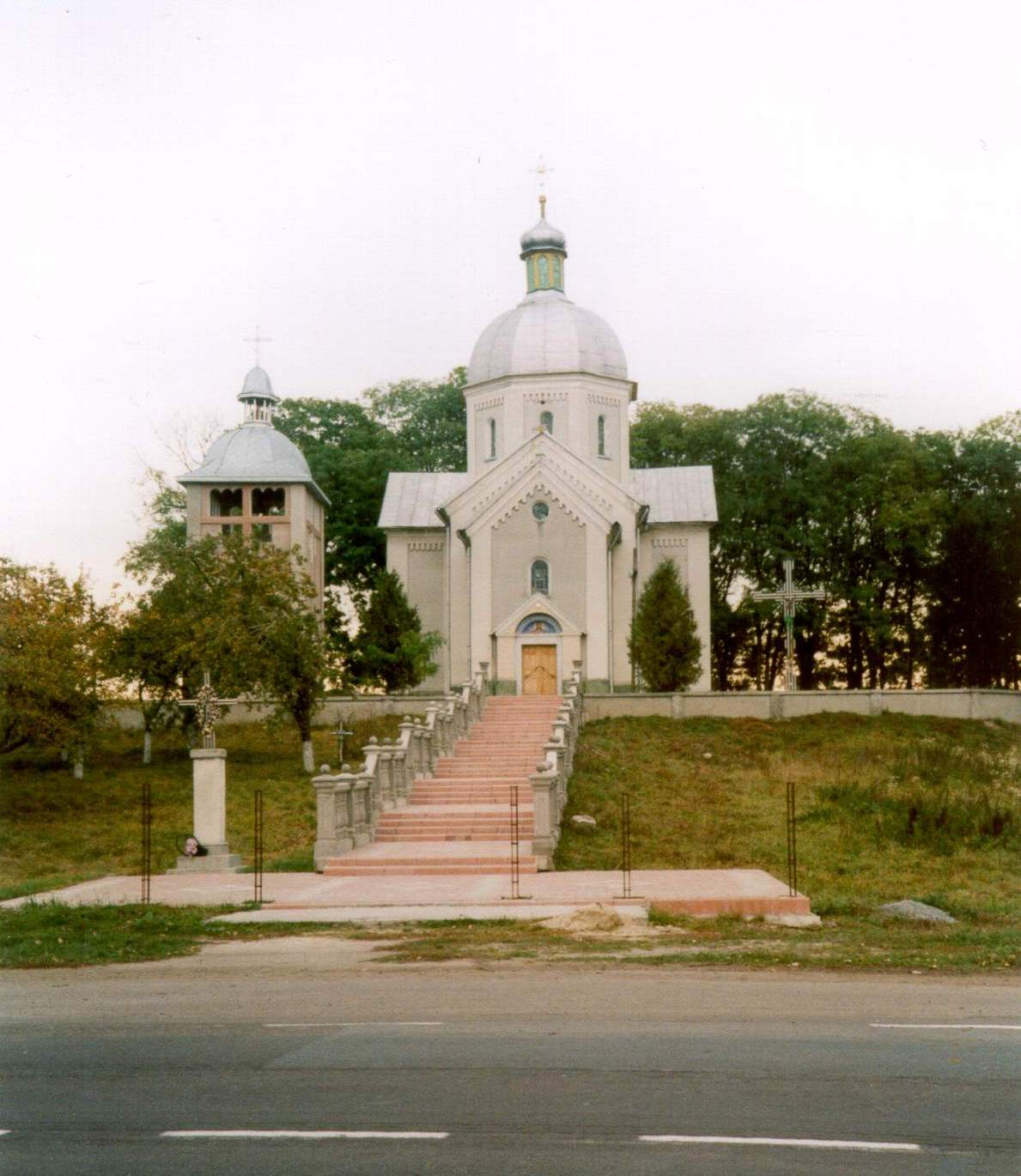

蘇霍多雷（羅馬化：Sukhodoly）是烏克蘭西部的村莊，隸屬利維夫州的佐洛奇夫區。該村面積1.35平方公里，海拔高度242米，2001年人口674，人口密度每平方公里500.74人。